# Hankasalmi
Hankasalmi [ˈhɑŋkɑˌsɑlmi] ist eine Gemeinde in der Landschaft Mittelfinnland im Westen Finnlands. Sie hat 4601 Einwohner (Stand 31. Dezember 2022) und liegt rund 50 km östlich von Jyväskylä inmitten der Finnischen Seenplatte.

## Dörfer
Rund 1.700 der 4601 Einwohner der Gemeinde leben im namensgebenden Kirchdorf Hankasalmi, das auch die Gemeindeverwaltung beherbergt. Etwa ebenso groß ist das zweite Siedlungszentrum, das rund 6 km südlich des Zentrums gelegene „Bahnhofsdorf“ (Asema) an der Bahnstrecke Jyväskylä–Pieksämäki. Das Dorf Niemisjärvi zählt rund 700 Einwohner, die restlichen Einwohner der Gemeinde verteilen sich auf die Dörfer Armisvesi, Kallioaho, Kankainen, Kärkkäälä, Murtoinen, Ristimäki, Sauvamäki, Säkinmäki und Venekoski.

## Politik

### Gemeinderat
Wie in den meisten ländlichen Gegenden Finnlands ist in Hankasalmi die Zentrumspartei die stärkste Partei. Bei der Kommunalwahl am 9. April 2017 erhielt sie 45,4 % der Stimmen. Im Gemeinderat, der höchsten Entscheidungsinstanz bei lokalen Angelegenheiten, stellt sie 13 von 27 Abgeordneten. Es folgen die Sozialdemokraten und das Linksbündnis mit je vier Mandaten. Weiterhin im Gemeinderat vertreten sind die rechtspopulistischen „Wahren Finnen“ mit drei Abgeordneten sowie die konservative Nationalen Sammlungspartei, der Grüne Bund und die Christdemokraten mit je einem Sitz. Die Amtszeit begann am 1. Januar 2018 und endet am 31. Dezember 2021.
| Partei                    | Wahlergebnis 2017 | Sitze |
| ------------------------- | ----------------- | ----- |
| Zentrumspartei            | 45,4 %            | 13    |
| Sozialdemokraten          | 13,4 %            | 4     |
| Linksbündnis              | 13,4 %            | 4     |
| Wahre Finnen              | 12,5 %            | 3     |
| Grüner Bund               | 6,1 %             | 1     |
| Nationale Sammlungspartei | 6,1 %             | 1     |
| Christdemokraten          | 3,6 %             | 1     |

### Partnerschaften
Hankasalmi unterhält folgende Städtepartnerschaften:
- Mjölby (Schweden), seit 1945
- Karmøy (Norwegen), seit 1983
- Häädemeeste (Estland), seit 1991

- Mit Hohenhameln in Niedersachsen (Deutschland) gibt es seit 1982 auf schulischer Ebene eine aktive Zusammenarbeit.

### Wappen
Das Gemeindewappen wurde von Ahti Hammar entworfen und ist seit 1957 in Gebrauch. Es zeigt in Schwarz ein silbernes Wellenband, darin eine rote Birkenholzdolle. Die Farben deuten auf die Lage Hankasalmis an der Grenze zwischen zwei historischen Landschaften: das Schwarz steht für die Landschaft Savo, das Rot deutet auf Häme.

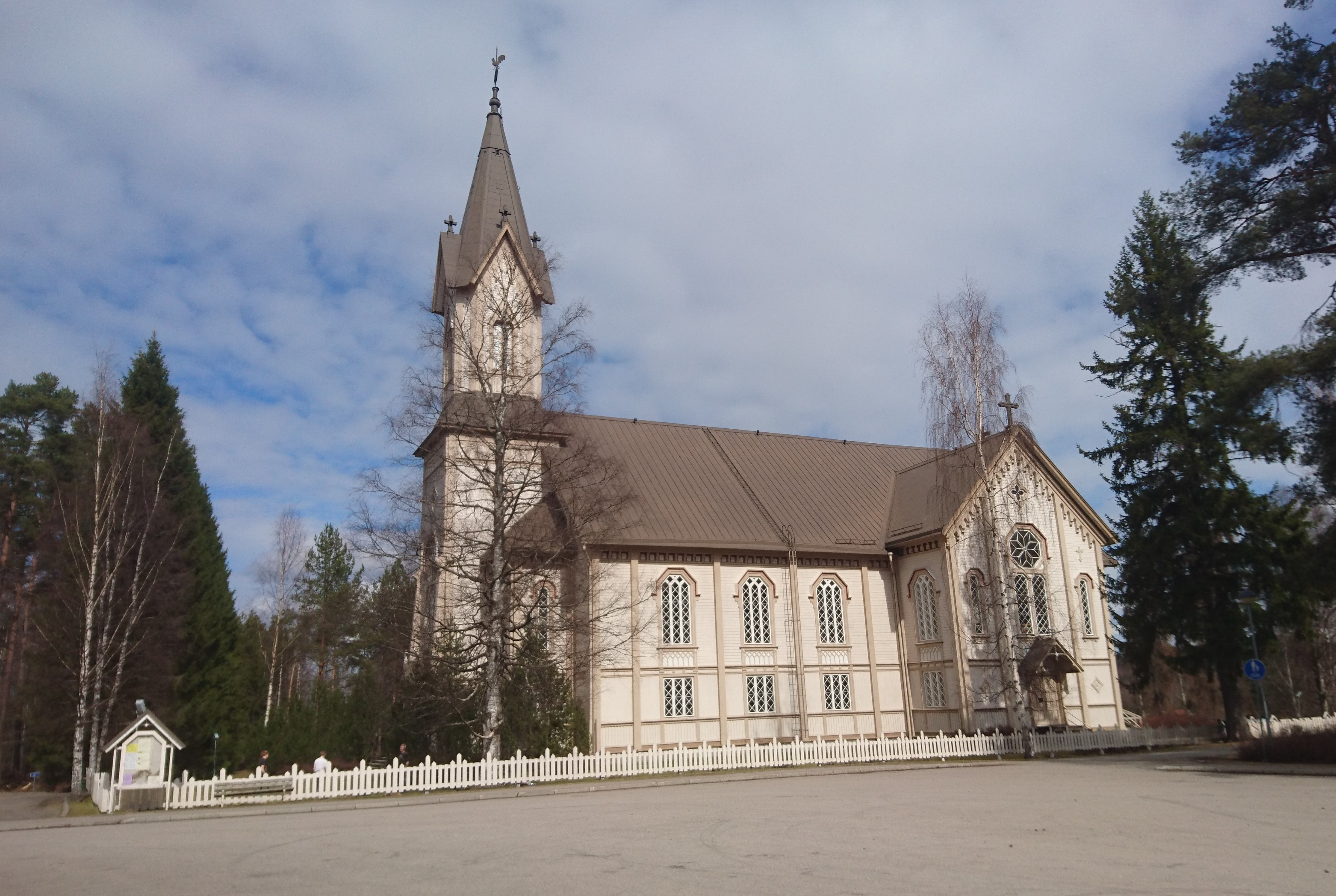
Neugotische Holzkirche

## Sehenswürdigkeiten
- Neugotische Holzkirche von 1892 nach einem Entwurf des Architekten Josef Stenbäck

## Kultur
Im Juli findet jährlich das dreitägige Skiffle-Festival Kihveli Soikoon! mit mehreren tausend Zuschauern statt.

## Söhne und Töchter
- Onni Pellinen (1899–1945), Ringer
- Vilho Ylönen (1918–2000), Skisportler und Sportschütze
- Teemu Viinikainen (* 1975), Jazzmusiker